# Diamiktit
Diamiktit (griechisch δια (dia-): durch und µεικτός (meiktós): gemischt) ist als Konglomerat oder Brekzie ein wenig oder nicht sortiertes Gestein, das in einer tonigen oder schluffigen Grundmasse sehr unterschiedliche Gesteinsfragmente enthalten kann. Mindestens 25 % dieser Gesteinsfragmente eines Diamiktits sind größer als 2 mm. Die Gesteinsfragmente sind eckig bis gerundet und können aus ganz verschiedenen Gesteinen bestehen, etwa aus unterschiedlichen Sedimentgesteinen, metamorphen oder magmatischen Gesteinen. Die Durchmischung der Bestandteile erfolgt durch sedimentäre Prozesse. Im unverfestigten Zustand wird das Sediment als Diamikton bezeichnet, wird nur das Material im Allgemeinen, unabhängig vom Verfestigungsgrad, angesprochen ist auch der Begriff Diamikt üblich.
Der Begriff wurde 1960 von Flint, Sanders und Rodgers als rein beschreibender Name für kaum sortierte und schlecht geschichtete Gesteine eingeführt, der im Gegensatz etwa zu Tillit keinen Rückschluss auf eine bestimmte Entstehung erlaubt.

## Entstehungsprozesse
Trotz der rein beschreibenden Definition wird Diamiktit oft fälschlicherweise mit dem Begriff Tillit (verfestigter Geschiebemergel) gleichgesetzt und so ausschließlich mit einer glazialen Entstehung etwa durch Gletscher in Verbindung gebracht, obwohl Diamiktite durch eine ganze Reihe von geologischen Abläufen hervorgebracht werden können.

### Entstehung durch glaziale Prozesse

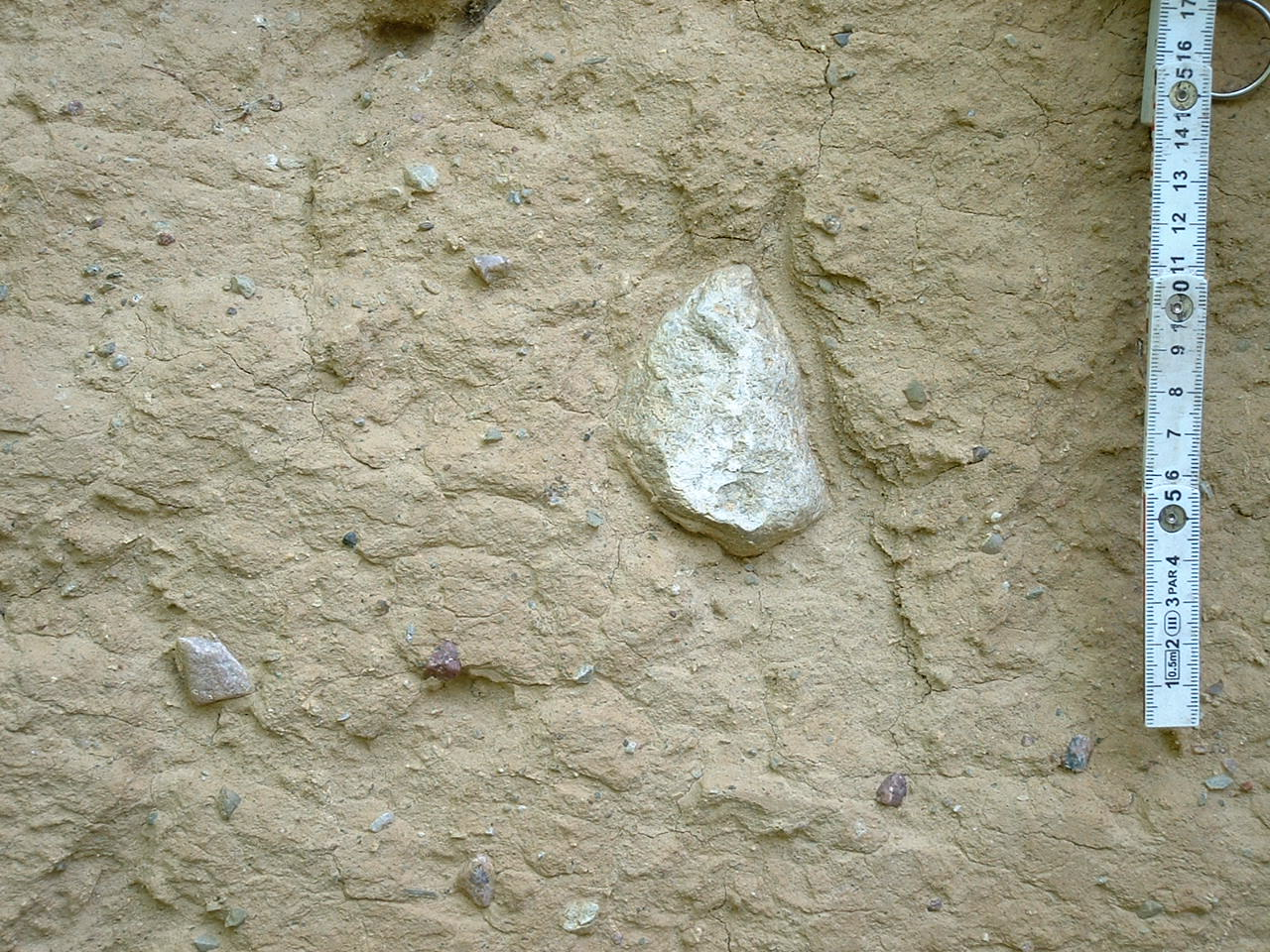
Glazigener Diamiktit mit stark unterschiedlichen Korngrößen. Stolpe (Landkreis Uckermark)

Diamiktite entstehen als direkte Folge der Eisbewegung von Gletschern oder Eisströmen durch die Ablagerung als glazialer Geschiebemergel (Till) in End-, Seiten- oder Grundmoränen. Anteil an diesen Ablagerungen haben sowohl Gesteinsbruchstücke jeder Korngröße, die als Schutt auf und im Gletscher transportiert wurden und an den Seiten oder vor der Stirn der Eismasse abgelagert werden, als auch durch das Eis vor allem an seiner Sohle abgeschürfte und während des Transports durchmischte Gesteine des Untergrundes. Seltener ist das direkte Ausschmelzen von im Eis enthaltenem Schutt für die Entstehung von Diamiktiten verantwortlich, ebenso die Ablagerung von Gesteinsschutt durch Massenbewegungen wie Eislawinen, die vom Eisrand abrutschen und an Land oder unter Wasser zur Ruhe kommen.
Mit glazialen Prozessen in Zusammenhang steht auch das Ausschmelzen von Gestein aus verdrifteten Eisbergen oder abtauenden Eisschilden, bei dem feine Partikel – wie sie auch in der Gletschermilch vorkommen – und Gesteinsstücke nach dem Ausschmelzen auf den Meeres- oder Seeboden absinken und dort mit den normal dort abgelagerten Sedimenten vermischt zur Ablagerung kommen. Im so entstandenen, überwiegend feinkörnigen Sediment finden sich des Öfteren deutlich gröbere Gesteinsbruchstücke, die beim Einschlag von oben die noch weiche Bodenschicht deformiert haben. Solche Dropstones können sich allerdings auch durch andere Prozesse bilden.
Diamiktite können schließlich durch den Zusammenschub von Bodenmaterial bei Grundberührung und beim Stranden von Eisbergen entstehen. Solche Vorgänge sind nicht auf weitreichende Vereisungen beschränkt, sie können auch durch jahreszeitlich wachsendes Eis entstehen.

### Entstehung durch vulkanische Prozesse

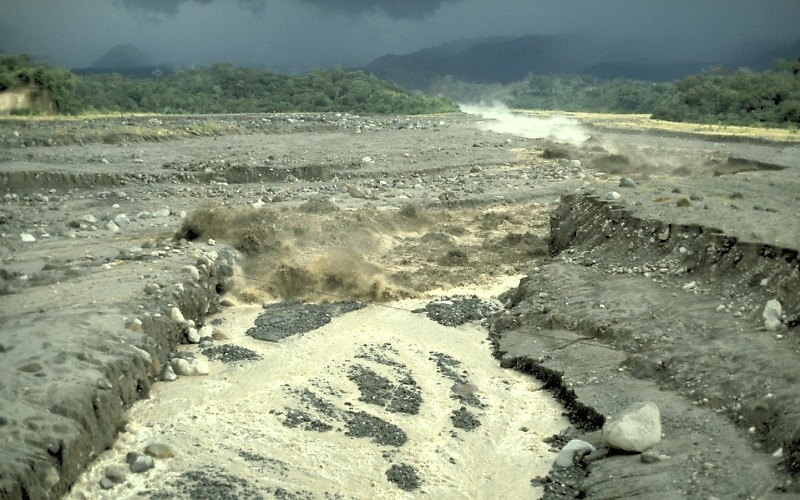
In den durch Lahare abgelagerten Sedimenten links und rechts ist die stark unterschiedliche Größe der Bestandteile des Diamikts erkennbar. El Palmar, Guatemala

Im Rahmen der Tätigkeit von Vulkanen können vulkanische Schlammströme (Lahare) entstehen, bei denen große Wassermassen vulkanisches Material und sonstige Gesteine des Untergrunds mit großer Gewalt fortreißen und gründlich durchmischen. Diese Schlammströme können an Land weite Strecken zurücklegen und eventuell als untermeerischer Schlammstrom eine Fortsetzung in Seen oder im Ozean finden. Lässt die Transportkraft des Schlammstroms nach, so erstarrt das durchmischte Sediment, ohne dass die verschiedenen Bestandteile unterschiedlicher Herkunft durch ihren statischen Auftrieb in Schichten unterschiedlicher Dichte entmischen.

### Entstehung durch Umlagerungsprozesse

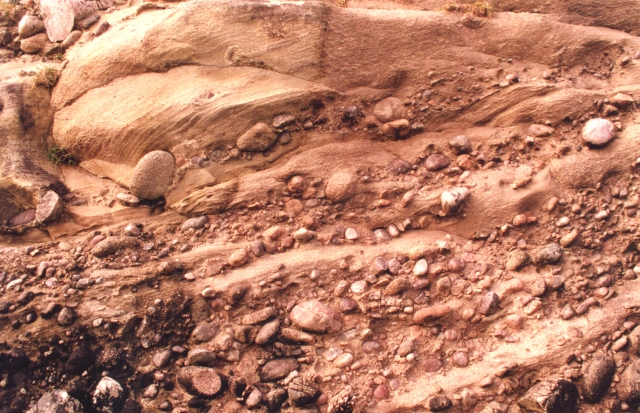
Nahaufnahme eines Diamiktits in Form eines Fanglomerates aus dem Mittel-Devon der Shetland-Inseln, Nord-Schottland.

Diamiktite in mariner Umgebung entstehen durch Massenbewegungen wie Schuttströme (engl.: debris flows), Suspensionsströme und Olisthostrome. Bei diesen Prozessen wird Material unterschiedlicher Herkunft und Korngröße durchmischt und unsortiert abgelagert. Auch die Vermischung von bereits abgelagertem Sediment durch untermeerische Hangrutschungen führt zu einer gründlichen Durchmischung von verschiedenartigem Material. Die Entstehung von Diamiktiten durch untermeerische Massenströme wie Suspensionsströme und Olisthostrome in tektonisch aktiven Gegenden ist die häufigste Entstehungsart dieses Gesteins. Wenn die tektonische Aktivität im Zusammenhang mit der Überschiebungstektonik eines in Entstehung begriffenen Faltengebirges steht, werden die Abfolgen, die solcherart entstandene Diamiktite enthalten, als Flysch bezeichnet.
Weiterhin können Diamikte auch auf dem Festland durch Materialumlagerungen entstehen. Vor allem in den Polargebieten wirkt die Solifluktion, die intensive Verlagerungs- und Durchmischungsprozesse hervorruft und so zur Entstehung gut durchmischter Ablagerungen führt.
In aridem Klima führen sporadisch aber dafür sintflutartig auftretende Regenfälle zur Ausspülung großer Massen von Verwitterungsschutt aus dem Gebirge und zur Ablagerung dieser Massen am Gebirgsrand in Form von Schwemmkegeln (Alluvialfächer). Auch hierbei entstehen typische, meist konglomeratische Diamiktite, die auch als Fanglomerate bezeichnet werden. Handelt es sich bei diesen Fanglomeraten um den Erosionsschutt eines jungen, in Hebung befindlichen Faltengebirges, fallen sie unter den Oberbegriff Molasse.

### Sonstige geologische Prozesse

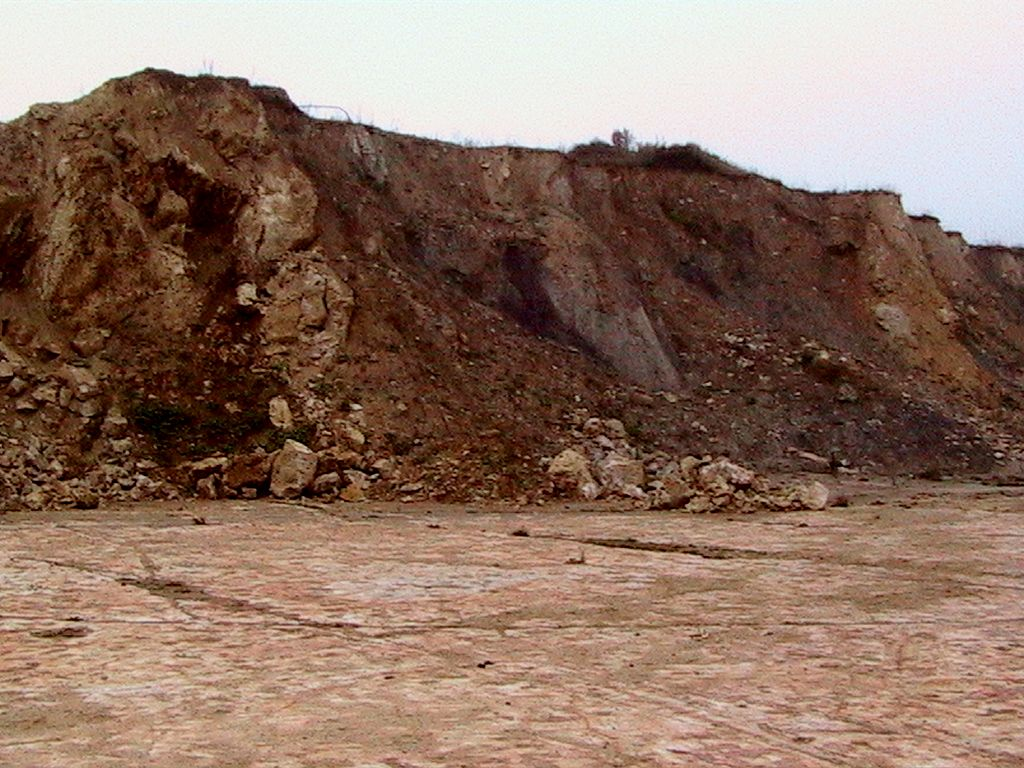
Diamiktit der Bunten Trümmermassen, Nördlinger Ries

Diamiktite können durch tektonische Prozesse erzeugt werden, indem Gesteinsbruch, Transport und Vermischung in Störungszonen in manchen Fällen zur Ausbildung einer Störungsbrekzie führen, in der neben fein zerriebenem Gestein größere Bruchstücke vorkommen. Je nach Transportweite der Störung und der Zusammensetzung der betroffenen Gesteinsschichten können sehr unterschiedliche Gesteine am Aufbau des Diamiktits beteiligt sein.
Die durch erosive Prozesse entstandene Verwitterungsdecke (Regolith) kann in manchen Ausbildungen zur Bildung eines Gesteins führen, in dem Schutt aus Umlagerungsprozessen und Reste der Originalgesteine verschiedener Größe zusammen mit fein verwittertem Material vorkommen.
Selten entstehen Diamiktite auch durch extraterrestrisch verursachte Prozesse. Beim Impakt eines Meteoriten werden die vor Ort anstehenden Gesteine in Bruchstücke unterschiedlichster Größe zertrümmert, ausgeworfen und unsortiert wieder abgelagert. Ein Beispiel für solche Trümmermassen ist die Bunte Brekzie, die beim Einschlag eines Meteoriten vor etwa 15 Millionen Jahren im Nördlinger Ries entstand (Ries-Ereignis). Werden die beteiligten Gesteine durch Hitze und Druck umgewandelt, so entsteht ein Impaktit, der allerdings als metamorphes Gestein nicht mehr als Diamiktit zu bezeichnen ist.

## Vorkommen
Diamiktite kommen in allen Gegenden der Welt vor, so zum Beispiel in folgenden geologischen Einheiten:
- als Till bzw. Tillit in allen ehemals vergletscherten Gebieten der Erde
- Lederschiefer im Thüringischen Schiefergebirge[6]
- Geschwend-Sengalenkopf-Einheit im Schwarzwald[7]
- Bunte Brekzie im Nördlinger Ries
- Granville-Formation, Bretagne[4]
- Fiq-Formation im Oman[8]
- Chuos- und Ghaub-Formation in Namibia[4]
- Witwatersrand- und Dwyka-Diamiktite, Südafrika[5]
- Rio-Ivaí-Formation und Itararé-Gruppe im Paraná-Becken, Brasilien
- Windermere-Supergroup in Nordamerika[4]
- Elatina-Formation in Australien[4]